# 송이
송이(松耳/松栮)는 주름버섯목 송이과에 속하는 버섯으로, 소나무와 공생하며 소나무의 낙엽이 쌓인 곳에서 많이 자란다.
중국 북부, 한반도, 일본 등지에 분포한다.
갓의 지름은 8~10cm 정도이고, 표면에는 회갈색 또는 섬유 모양의 짙은 갈색 비늘이 있다.
자루는 원통 모양이고, 흰색이다.
식용으로 쓰이며, 향과 맛, 육질이 좋아 식용 버섯 가운데 으뜸으로 손꼽힌다.
1983년 일본, 2010년 대한민국에서 인공배양하고 재배에 성공하였으나 상업적 재배는 아직 성공한 사례가 없어 자연에서 채취한다.
식용 버섯 중에서 가장 고가의 고급 버섯으로 손꼽히며, 서양에서는 송로버섯과 비교되는 버섯이다.

## 특징
갓은 지름 8~10cm, 드물게 30cm에 달하는 것도 있으며 처음에는 구형이고 후에는 만두형으로 편평하게 열린다.
표면은 엷은 황갈색·진한 갈색의 섬유모양 비늘조각으로 덮여 있고 오래 되면 흑갈색으로 된다.
어릴 때는 가장자리가 안쪽으로 말리고 자루 상부의 솜털 모양 피막으로 이어져 있다.
주름은 흰색으로 빽빽이 나며, 자루에 만생(蔓生)한다.
자루는 길이 10~20cm, 지름 1.5~3cm이며 상하가 같고 속이 차 있다.
턱받이 위쪽은 흰색 가루 모양이고 아래는 갓과 같은 색의 섬유 모양 비늘조각으로 덮여 있다.
포자는 넓은 타원형으로, 크기 6.5~7.5µm×4.5~6.5µm이다.

## 생태

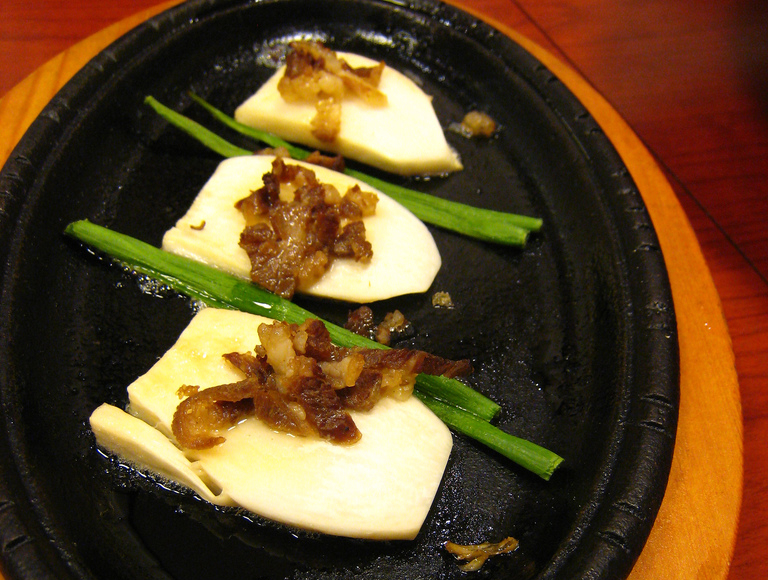
송이구이

가을에 주로 적송림의 지상에 군생하며 균륜(菌輪)을 만들기도 한다.
솔송나무·좀솔송나무·누운잣나무의 삼림에도 발생한다. 송이의 균사는 이러한 수종(樹種)의 살아 있는 나무의 가는뿌리에 달라붙어 외생균근을 형성하여 생활한다.
즉 송이균은 수목에서 균근을 통해 자당이나 포도당 등의 탄수화물을 받고, 대신 질소·인·칼륨 기타 무기물이나 물을 뿌리로 보낸다.
이와 같은 균근 관계는 수목과 균과 토양의 3자가 잘 조화될 때 성립한다.
특히 화강암이 풍화된 흙하고 상쾌한 환경을 가진 숲이 송이의 발생에 적당하다.

## 분포
동아시아 등에서 분포하고 있다.

## 식용
송이 버섯은 매우 고가의 버섯이다. 보통 갓이 열리지 않은 상태로 곧고 클수록 고가의 버섯이다.
갓이 핀 상태이거나, 굽었거나 상처가 있으면 등급이 낮아지나 맛과 향에는 그다지 차이가 없다.
독특한 향과 씹는 질감에서 한국인과 일본인이 가장 좋아하는 식용버섯으로 오래 전부터 널리 이용되고 있다.

## 사진

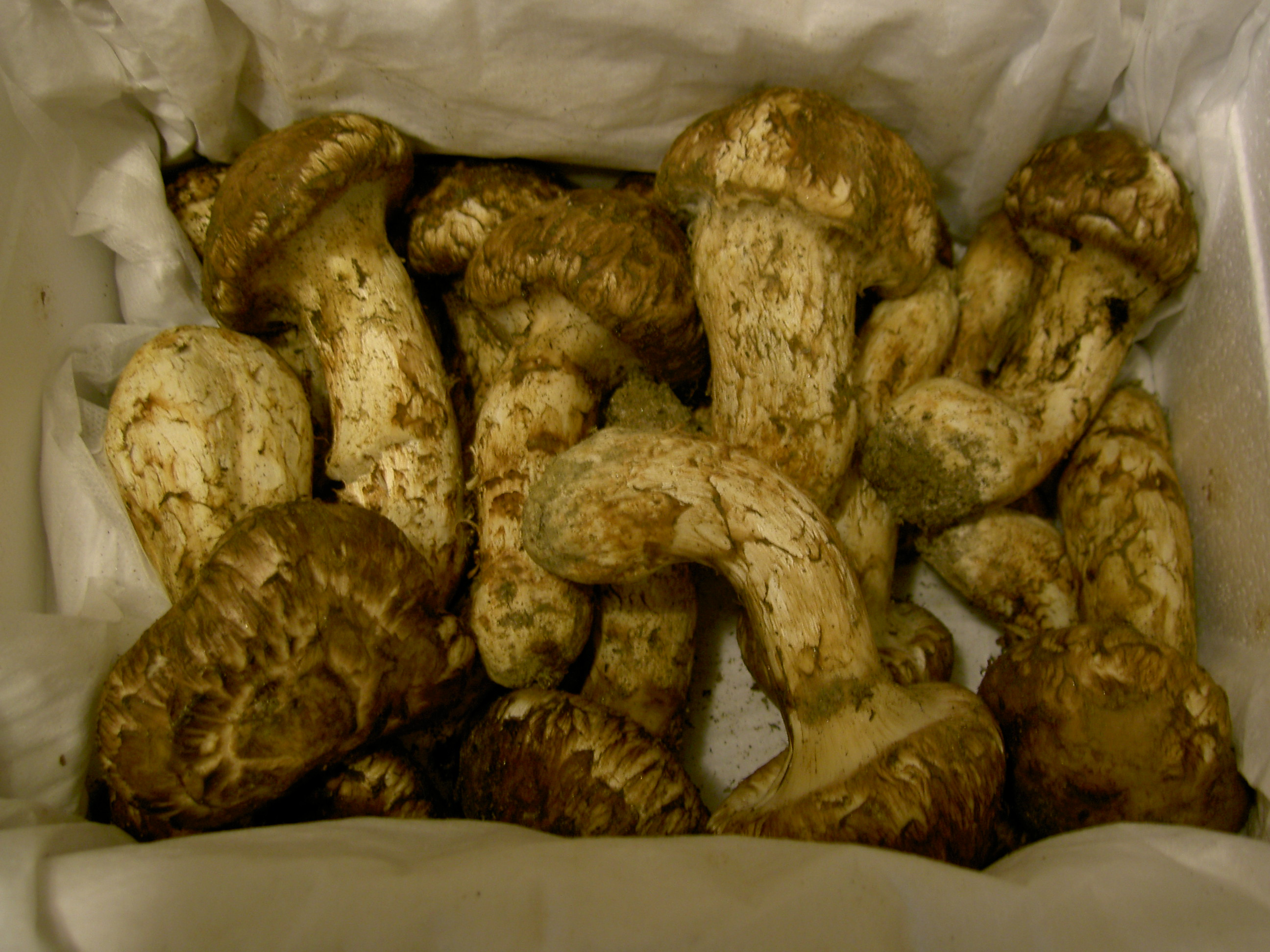
송이버섯
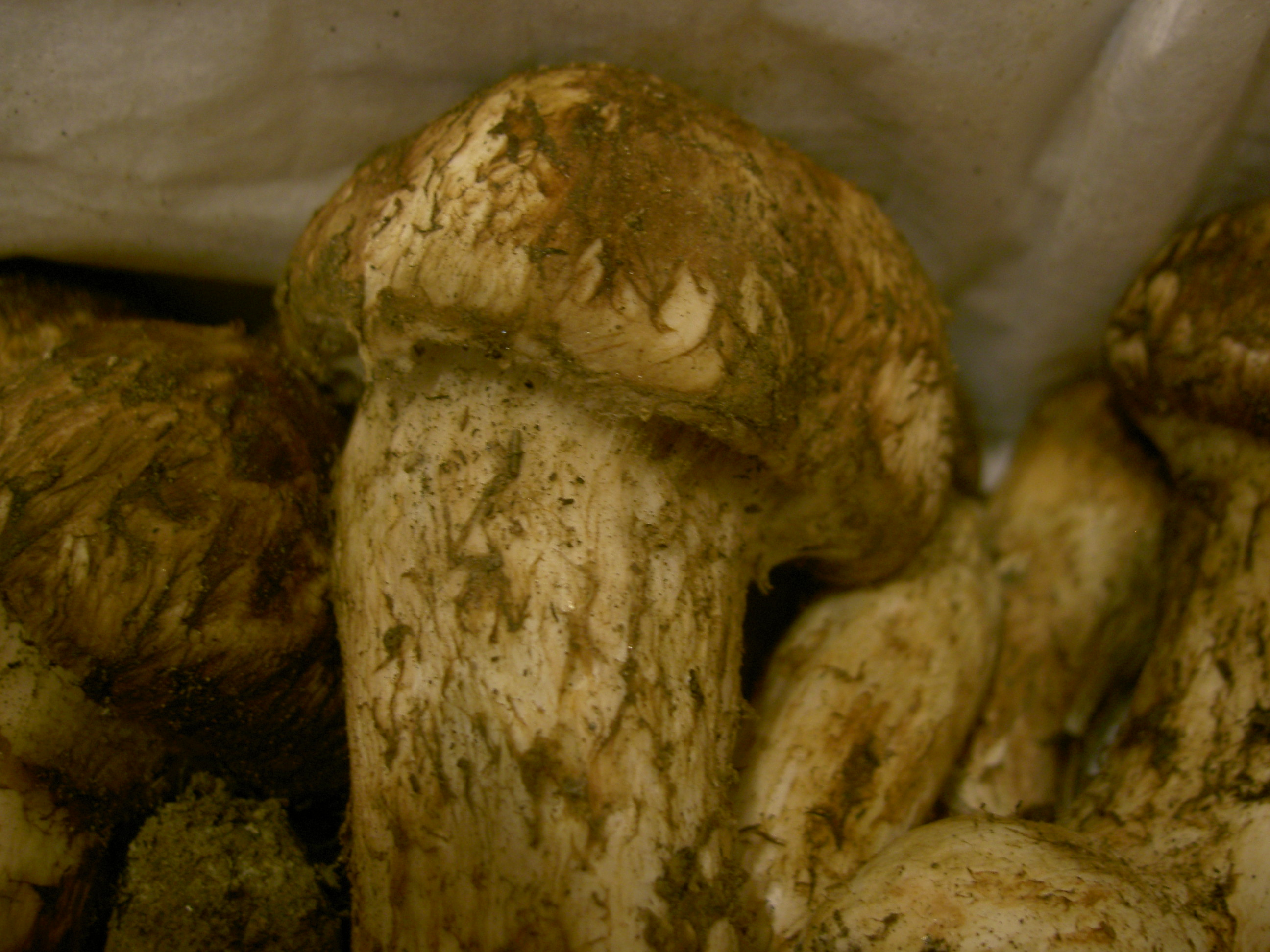
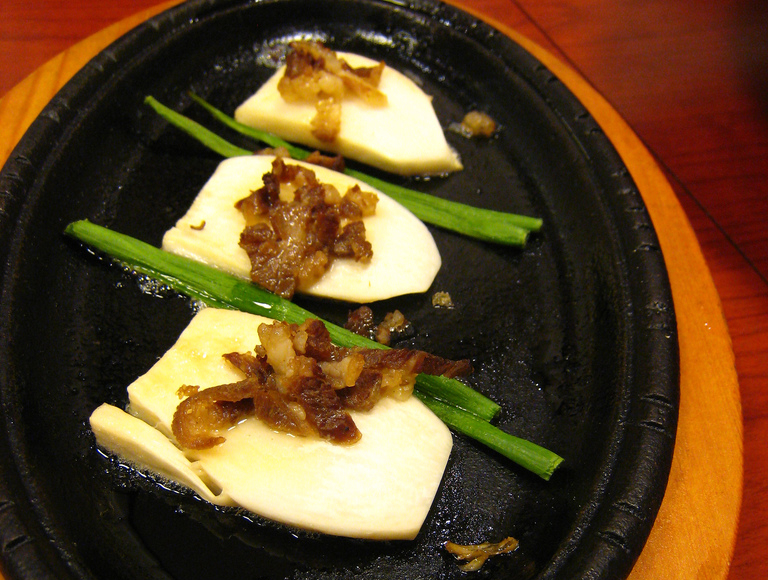
송이구이

## 이름이 비슷한 다른 버섯
- 새송이
- 양송이